# Антисемитизм во время войны Израиля и ХАМАС
Антисемитизм во время войны Израиля и ХАМАС — всплеск антисемитских настроений и действий, произошедший в мире во время войны между Израилем и ХАМАС в ноябре 2023 года.
Война началась 7 октября 2023 года, когда ХАМАС выпустил ракеты по Израилю в ответ на беспорядки в мечети Аль-Акса в Иерусалиме. Израиль ответил воздушными ударами по сектору Газа.
На 07.11.2023 погибло больше 9000 человек в Секторе Газа (по неподтвержденным данным, исходящим от Сектора Газа), больше 3000 в Израиле.
На фоне войны в мире произошел всплеск антисемитских настроений и действий. В некоторых странах были зафиксированы случаи нападений на евреев, а также вандализм и осквернение еврейских объектов.

## Примеры
- В конце октября в Париже и Парижском регионе на фасадах жилых домов были обнаружены звезды Давида. 1 ноября стало известно о задержании 27 октября мужчины и женщины из Молдавии, нарисовавших с помощью баллончика как минимум 15 звёзд на здании школы в X округе Парижа. По словам пары, находящейся во Франции нелегально, они действовали по указанию третьего лица из России. Полиция выясняет мотивы и проводит расследование — в частности, ищутся люди, ответственные за появление шести десятков звёзд, нарисованных с помощью трафарета на фасадах нескольких зданий в XIV округе города 31 октября[7][8]. Согласно заявлению министра внутренних дел Жеральда Дарманена в Национальном собрании, с 7 октября, с начала конфликта, во Франции было зафиксировано 857 антисемитских актов — за три недели столько же, сколько и за весь прошедший год; 425 человек было арестовано[9].
- В Лондоне, Великобритания, была осквернена синагога.
- В Нью-Йорке, США, были совершены нападения на евреев.

## Реакция международного сообщества
На всплеск антисемитизма во время войны Израиля и ХАМАС отреагировали многие страны мира.
Организация Объединенных Наций призвала к прекращению антисемитских действий.
Европейский союз заявил, что осуждает антисемитизм в любой форме.
США выступили с заявлением, в котором призвали к защите евреев от антисемитских нападений
Президент Германии Франк-Вальтер Штайнмайер в ходе состоявшегося 8 ноября «круглого стола», посвященного ситуации в стране на фоне войны на Ближнем Востоке, заверил еврейскую общину Германии в солидарности. «Я потрясён одобрением террора, антисемитской травли на наших улицах. …Мы не потерпим антисемитизма в нашей стране, ни старого, ни нового, ни христианского, ни мусульманского, ни левого, ни правого» — заявил он.